# Misiones españolas en Sonora, Chihuahua y Coahuila

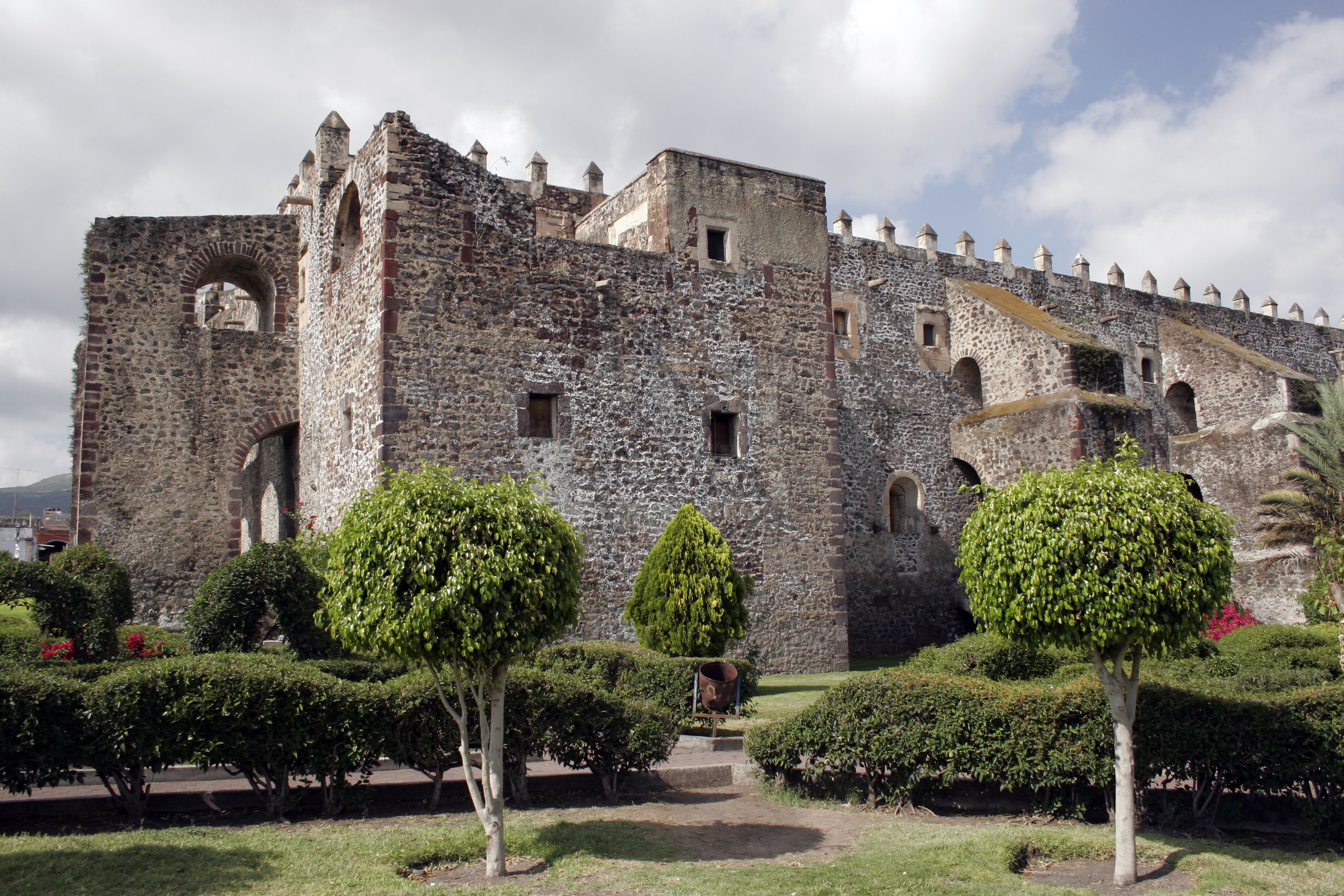
Convento de San Agustín de Yuriria.

Las misiones españolas en Chihuahua y Coahuila (México) son un conjunto de puestos religiosos establecidos por franciscanos, jesuitas, agustinos y dominicos católicos españoles para difundir el Evangelio entre los nativos locales. 
Desde 1493, la Corona de España (formada por los diferentes reinos y virreinatos peninsulares y ultramarinos) había mantenido una serie de centros de labor misionera a lo largo del Virreinato de Nueva España (compuesto por lo que hoy es México, el suroeste de los Estados Unidos, la Florida y la Luisiana, Centroamérica, el Caribe español y Filipinas) con el fin de predicar el evangelio en estas tierras. En 1533, a petición de Hernán Cortés, Carlos V envió a los primeros frailes franciscanos con la orden de establecer una serie de establecimientos por todo el territorio explorado y administrado.

## Misiones
- Misión La Purísima Concepción de Caborca, en Caborca, Sonora.[1]
- Misión San Antonio de Oquitoa, en Oquitoa, Sonora.[2]
- Misión San Diego del Pitiquito, en Pitiquito, Sonora.[3]
- Misión San Francisco Solano en Coahuila.[4][5] Esta misión fue transferida a San Antonio de Valero, en San Antonio, donde llevó este último nombre desde 1718 hasta 1793. Luego fue llamada Misión de El Álamo, lugar más conocido por su episodio decisivo durante la posterior guerra de México contra Estados Unidos (1846-1848).[6]
- Misión San Ignacio de Cabórica, en Sonora.[7]
- Misión de Nuestra Señora de los Remedios de Banámichi.
- Misión San Jerónimo, en Aldama, Chihuahua
- Misión San Juan Bautista en Coahuila.[5]
- Misión San Pedro y San Pablo del Tubutama, en Tubutama, Sonora.[8]
- Misión Santa María Magdalena, en Sonora.[9]
- Misión Santa Rosalía en Camargo, Chihuahua
- Misión de Nuestra Señora del Pilar y Santiago de Cocóspera, en Cocóspera, Sonora.[10]
- Misión Dulce Nombre de Jesús de Peyotes en Villa Unión, Coahuila.
- Misión San Andrés en Nava, Coahuila.
- Misión San Buenaventura de la Consolación en San Buenaventura, Coahuila.
- Misión Nuestra Señora de Dolores de la Punta en Lampazos, Coahuila.
- Misión San Bernardino de la Candela en Candela, Coahuila.
- Misión San Buenaventura en Cuatrocienegas, Coahuila
- Misión Santa Rosa de Nadadores en Nadadores, Coahuila.
- Misión San Francisco de Saltillo en Saltillo, Coahuila.
- Misión San Miguel de Aguayo en Monclova, Coahuila.
- Misiones Franciscanas en la Sierra Gorda de Querétaro
- Monasterios en las faldas del Popocatépetl.